# Rzepiska (Petite-Pologne)
Pour les articles homonymes, voir Rzepiska.
Rzepiska est une localité polonaise de la gmina de Bukowina Tatrzańska, située dans le powiat des Tatras en voïvodie de Petite-Pologne.